# Villaurbana
Villaurbana – miejscowość i gmina we Włoszech, w regionie Sardynia, w prowincji Oristano.
Według danych na rok 2004 gminę zamieszkiwało 1787 osób, 30,8 os./km². Graniczy z Allai, Mogorella, Oristano, Palmas Arborea, Ruinas, Siamanna, Usellus i Villa Verde.